# Свиягино
Свия́гино — населённый пункт, посёлок при станции Свиягино в Спасском районе Приморского края. Входит в состав Чкаловского сельского поселения.

## История
Названы станция и посёлок в честь инженера-путейца Николая Сергеевича Свиягина, принимавшего участие в строительстве Уссурийской железной дороги.
В годы гражданской войны на территории станции проходили сражения Приморской операции.

## География
В 1 км на запад находится село Чкаловское, расстояние до районного центра Спасск-Дальний (на юг по автотрассе «Уссури») около 39 км.
Автомобильная дорога к станции Свиягино идёт на запад от автотрассы «Уссури».
| Показатель                    | Янв.  | Фев.  | Март  | Апр.  | Май  | Июнь | Июль | Авг. | Сен. | Окт.  | Нояб. | Дек.  | Год   |
| ----------------------------- | ----- | ----- | ----- | ----- | ---- | ---- | ---- | ---- | ---- | ----- | ----- | ----- | ----- |
| Абсолютный максимум, °C       | 5,3   | 10,3  | 19,6  | 30,6  | 34,2 | 34,0 | 38,5 | 38,5 | 31,8 | 29,6  | 21,9  | 11,4  | 38,5  |
| Средний суточный максимум, °C | −10,9 | −6,3  | 1,9   | 13,3  | 20,4 | 24,7 | 27,1 | 27,0 | 21,5 | 13,5  | 1,6   | −8,2  | 10,5  |
| Средняя температура, °C       | −18,3 | −13,6 | −4,3  | 6,4   | 13,2 | 18,0 | 21,2 | 21,1 | 14,9 | 6,6   | −4,5  | −14,7 | 3,8   |
| Средний суточный минимум, °C  | −24,8 | −20,5 | −9,9  | 0,8   | 7,2  | 12,5 | 16,7 | 16,6 | 9,6  | 1,1   | −9,5  | −20,6 | −1,7  |
| Абсолютный минимум, °C        | −43,3 | −42,9 | −32,9 | −16,5 | −3   | 2,1  | 7,1  | 5,0  | −7   | −15,2 | −32,3 | −39,1 | −43,3 |
| Норма осадков, мм             | 17    | 17    | 27    | 43    | 62   | 77   | 111  | 89   | 83   | 61    | 33    | 21    | 638   |
| Источник: Климат Свиягино     |       |       |       |       |      |      |      |      |      |       |       |       |       |

## Население
| 1923  | 1926 | 1959  | 1970  | 1979  | 2002  |
| ----- | ---- | ----- | ----- | ----- | ----- |
| 682   | ↗889 | ↗2300 | ↘1900 | ↘1614 | ↘1465 |
| 2010  |      |       |       |       |       |
| ↘1263 |      |       |       |       |       |

## Известные жители
30 июня 1910 в пос. Свиягино родился Тихон Пименович Бумажков, один из первых организаторов партизанских отрядов во время Великой Отечественной войны, Герой Советского Союза (1941).

## Инфраструктура
В поселке функционирует школа (современное здание, построено в 1977 г.), пожарная часть, сельский клуб, метеостанция (открыта в 1938 г.).
Действует одноимённая железнодорожная станция Свиягино Владивостокского отделения Дальневосточной железной дороги.

## Транспорт
Добраться до населённого пункта можно автомобильным и железнодорожным транспортом.
Работает такси.